# Levantamento de peso nos Jogos Pan-Americanos de 2023 - Até 49 kg feminino
A categoria até 49 kg feminino do levantamento de peso nos Jogos Pan-Americanos de 2023 foi disputada em 21 de outubro de 2023 no Ginásio Chimkowe, em Peñalolén. Um total de 12 halterofilistas de 11 Comitês Olímpicos Nacionais (CON) participaram do evento.

## Calendário
Horário local (UTC−3).
| Data          | Hora  | Fase      |
| ------------- | ----- | --------- |
| 21 de outubro | 14:45 | Arranco   |
| 21 de outubro | 15:55 | Arremesso |

## Medalhistas
| Ouro   | DOM Dahiana Ortiz     |
| Prata  | VEN Katherin Echandia |
| Bronze | DOM Beatriz Pirón     |

## Resultados
A competição foi realizada em um único dia até a definição dos medalhistas:
| Pos.              | Halterofilista     | CON                                 | Grupo | Arranque (kg) | Arranque (kg) | Arranque (kg) | Arranque (kg) | Arremesso (kg) | Arremesso (kg) | Arremesso (kg) | Arremesso (kg) | Total |
| Pos.              | Halterofilista     | CON                                 | Grupo | 1             | 2             | 3             | Result.       | 1              | 2              | 3              | Result.        | Total |
| ----------------- | ------------------ | ----------------------------------- | ----- | ------------- | ------------- | ------------- | ------------- | -------------- | -------------- | -------------- | -------------- | ----- |
| Medalha de ouro   | Dahiana Ortiz      | DOM República Dominicana            | A     | 79            | 83            | 83            | 83            | 101            | 104            | 107            | 107            | 190   |
| Medalha de prata  | Katherin Echandia  | VEN Venezuela                       | A     | 79            | 82            | 84            | 84            | 101            | 104            | 105            | 105            | 189   |
| Medalha de bronze | Beatriz Pirón      | DOM República Dominicana            | A     | 80            | 84            | 86            | 84            | 97             | 102            | 102            | 97             | 181   |
| 4                 | Amanda Braddock    | CAN Canadá                          | A     | 70            | 72            | 74            | 74            | 87             | 91             | 94             | 91             | 165   |
| 5                 | Ludmila Gerzel     | ARG Argentina                       | A     | 68            | 71            | 73            | 71            | 86             | 90             | 93             | 90             | 161   |
| 6                 | Katherine Landeros | CHI Chile                           | A     | 66            | 69            | 70            | 70            | 86             | 89             | 92             | 89             | 159   |
| 7                 | Omayraliz Ortiz    | PUR Porto Rico                      | A     | 65            | 65            | 68            | 68            | 85             | 88             | 88             | 88             | 156   |
| 8                 | Yessica Torrez     | BOL Bolívia                         | A     | 63            | 66            | 66            | 63            | 86             | 90             | 92             | 90             | 153   |
| 9                 | Silvana González   | EAI Equipe de Atletas Independentes | A     | 63            | 63            | 66            | 63            | 82             | 82             | 86             | 82             | 145   |
| 10                | Karin Singh        | TTO Trinidad e Tobago               | A     | 43            | 46            | 49            | 49            | 56             | 59             | 62             | 62             | 111   |
|                   | Shoely Mego        | PER Peru                            | A     | 70            | 70            | 78            | 78            | 100            | 100            | 100            | –              | –     |
|                   | Yesica Hernández   | MEX México                          | A     | 77            | 77            | 77            | –             |                |                |                | –              | DNF   |